# 阿明·H·邁耶
阿明·亨利·迈耶（英語：Armin Henry Meyer，1914年1月19日—2006年8月13日），是美国的外交官，曾担任美国驻黎巴嫩大使、驻伊朗大使、驻日本大使。